# Inmigración mexicana en Alemania
La inmigración mexicana en Alemania se refiere al movimiento migratorio desde México hacia el país europeo.

## Características
Según la Oficina Federal de Estadísticas de Alemania, la población mexicana se concentra en su mayoría en los Estados Federados de Baviera, Baden-Württemberg, ambos al sur de Alemania y Berlín, así como en Baja Sajonia y Renania del Norte Westfalia al noroeste, en Alemania esta la cuarta comunidad más numerosa de mexicanos en el extranjero y la segunda de Europa después de España. Sociedades mexicano-alemanas registradas existen actualmente 16 asociaciones. Entre las principales actividades se destacan la realización de eventos socioculturales –algunos en coordinación con nuestra Embajada—que dan a conocer la historia, el modo de vida y tradiciones de la cultura mexicana despertando así el interés en público alemán por México. Las asociaciones mexicanas son aliadas incondicionales en caso de acciones de emergencia como meteoros naturales que suceden en México, y una de ellas, la Sociedad Mexicano-Alemana A.C (Deutsch-Mexikanische Gesellschaft e.V.), que reúne a un grupo selecto de industriales y hombres de negocio alemanes, apoya diversos proyectos de infraestructura, educación y comunidades indígenas.
El índice de desempleo que ha afectado a la clase media alta de México y la búsqueda del desarrollo profesional de los jóvenes mexicanos egresados de universidades públicas y privadas ha hecho de Alemania un destino preferido para el inmigrante mexicano, siendo las comunidades mexicana y brasileña, las que más han crecido en los últimos años del resto de las comunidades latinoamericanas que habían tenido una destacada presencia en este país (tales como Cuba, Chile y Colombia). En año 2014, se estima una población mexicana de 12,000 a 15 000 personas, mayoritariamente entre 20-40 años de edad y de clase media alta o clase alta; no solo el trabajo y las oportunidades académicas son el principal atractivo, también la movilidad hacia otros países de la Unión Europea, los enlaces maritales y las gestiones bi-nacionales entre México y la Unión Europea, ha beneficiado a los descendientes de alemanes y de otros países europeos, nacidos en territorio mexicano.
La crisis económica de España y la falta de empleo en Italia, ha hecho que los mexicanos se estén desplazando hacia Alemania, país que está recibiendo a los transmigrantes mexicanos, aquellos que había llegado a otros países de Europa, pero que las dificultades económicas y políticas los obliga a emigrar de nuevo sin retorno hacia México. La Unión Europea ha observado que los mexicanos fincados en el continente solo han cambiado su residencia en países como Alemania, Suiza, Reino Unido, Polonia, Suecia o Noruega, de los cuales Alemania está concentrando la mayoría de los desplazamientos.

## Historia
Los primeros mexicanos que llegaron a lo que años más tarde se le conocería como República Federal de Alemania fueron algunos exiliados partidarios del gobierno de Porfirio Díaz durante el movimiento revolucionario llegando al puerto de Bremerhaven en 1911; sin embargo, tuvieron que emigrar hacia otros países por los acontecimientos bélicos de la Segunda Guerra Mundial.
Los mexicanos que habían emigrado a Europa, a consecuencia de la Revolución mexicana; durante el comienzo de los acontecimientos bélicos que empezaron a suscitarse en los países de Centro-Europa, hizo que se trasladaran hacia otros países europeos, estos fueron España y Suiza. En los campos de concentración en Alemania solo se tiene el registro de cinco mexicanos recluidos durante la Segunda Guerra Mundial. Fueron capturados en otros países europeos y trasladados hasta Alemania por la Gestapo.
Después de la unificación de Alemania se dio un éxodo de intelectuales y estudiantes mexicanos que aprovecharon la oferta educativa y laboral. Los latinoamericanos con mayor presencia en este país europeo son en orden descendente brasileños, chilenos y los inmigrantes mexicanos (siendo la comunidad mexicana una de las que ha tenido un incremento acelerado en los cinco últimos años).
La población migrante mexicana de Alemania la integran principalmente jóvenes entre 20 y 35 años de ambos sexos, tienen niveles educativos altos a diferencia de la emigración hacia los Estados Unidos, se distribuyen principalmente en grandes ciudades metropolitanas, sus fuentes de trabajo varían de 1 a 4 años de permanencia, muchos mexicanos y mexicanas forman parte de los cuerpos de trabajo e investigación en laboratorios, talleres industriales y universidades. Algunas mujeres encuentran trabajo en la atención de niños y ancianos; otro sector principal son los lazos matrimoniales que se han manifestado recientemente entre gente de Alemania y México, donde se han ido incrementando la generación de niños alemanes con padre o madre de América Latina.

## Comunidades mexicanas en Alemania
Alemania es una nación receptora de inmigrantes mexicanos, siendo su destino final en la mayoría de las cosas debido a la estabilidad económica y laboral que presenta Alemania respecto a otros países europeos, algunos de estos mexicanos migrantes ya habían arribado a otros países de Europa, pero las dificultades de estos provocó la mudanza hacia Alemania o Suiza sin abandonar Europa.
Otras comunidades de mexicanos se dieron por hechos históricos, por dar un ejemplo los descendientes de aquellos alemanes que habían emigrado a México y que echaron raíces en distintas corrientes migratorias, son sus nietos, bisnietos y descendientes mexicanos los que han retornado al país de sus progenitores.[cita requerida]

### Mexicanos en Berlín
La mayor comunidad mexicana de Alemania reside en Berlín y en su zona metropolitana, los mexicanos en Alemania son principalmente profesionistas, académicos, docentes, investigadores, empresarios y una juventud emprendedora que ha venido a probar suerte. Los mexicanos en la ciudad han instalado restaurantes, comercios pequeños, hostales y almacenes; esta comunidad sigue creciendo y se estima que en Berlín reside alrededor de 7,000 ciudadanos procedentes de México.

### Mexicanos en Baviera

Comunidad mexicana en Múnich, Alemania.

En Baviera, está una de las mayores comunidades de mexicanos en el país. Son muchas las razones por las que los mexicanos han escogido a las ciudades bávaras como destino, entre estas está su cercanía con numerosos países europeos, el clima moderado a diferencia del norte alemán, el catolicismo ampliamente profesado en el sur, las raíces emparentadas con migrantes bávaros en México, las oportunidades laborales, la convivencia e integración de muchas nacionalidades, las conexiones aéreas con México, los intercambios laborales y educativos, la asimilación de la cultura mexicana e iberoamericana.

## Relaciones diplomáticas de México en Alemania

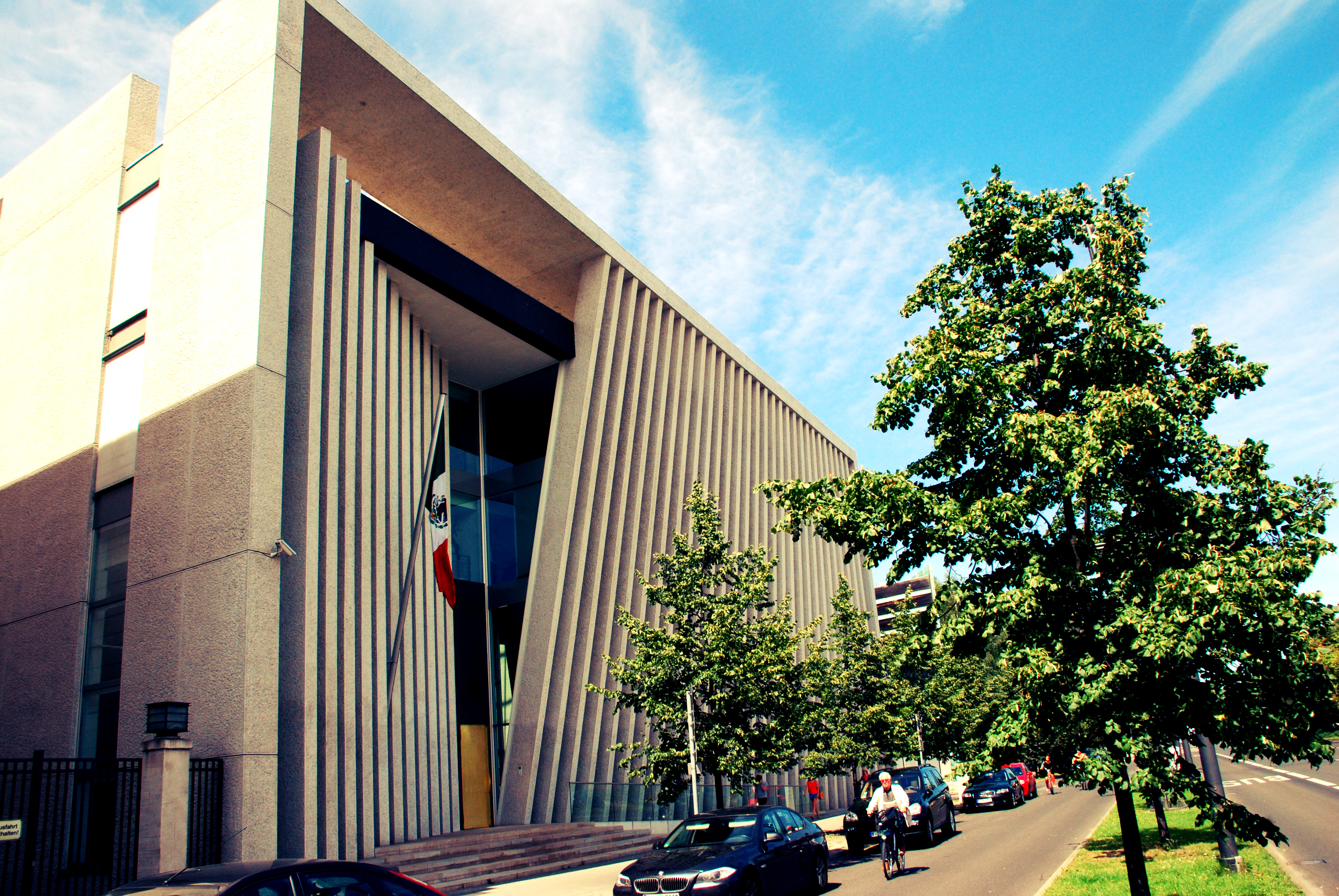
Embajada de México en Berlín, Alemania.

- Embajada de México en Berlín.
- Consulado de México en Frankfurt.

## Estadísticas
| Año del censo | Residentes mexicanos |
| ------------- | -------------------- |
| 2000          | 3012                 |
| 2006          | 8848                 |
| 2010          | 9225                 |
| 2012          | 14.156               |
| 2020          | 16.338               |

## Organizaciones mexicanas en Alemania
- Comunidad Mexicanos en Alemania
- Comunidad Mexicanos en Alemania.com
- Comunidad Club México
- Comunidad Mexicana de Alemania (Wolfsburg) Archivado el 31 de mayo de 2013 en Wayback Machine.
- Comunidad Mexicana de Baviera

- Datos: Q5916572